# Mistrzostwa Panamerykańskie w Zapasach 2000
Mistrzostwa rozegrano 19 maja 2000 roku w Cali.

## Tabela medalowa
|     | Państwo    |    |    |    | Razem: |
| --- | ---------- | -- | -- | -- | ------ |
| 1.  | USA        | 9  | 8  | 4  | 21     |
| 2.  | Kuba       | 9  | 5  | 1  | 15     |
| 3.  | Wenezuela  | 2  | 4  | 5  | 11     |
| 4.  | Meksyk     | 1  | 1  | 2  | 4      |
| 5.  | Portoryko  | 1  | 1  | 1  | 3      |
| 6.  | Dominikana | 0  | 1  | 1  | 2      |
| 7.  | Brazylia   | 0  | 1  | 0  | 1      |
| 7.  | Peru       | 0  | 1  | 0  | 1      |
| 9.  | Kanada     | 0  | 0  | 5  | 5      |
| 10. | Kolumbia   | 0  | 0  | 2  | 2      |
| 11. | Salwador   | 0  | 0  | 1  | 1      |
|     | razem:     | 22 | 22 | 22 | 66     |

## Wyniki

### W stylu klasycznym
| Waga   | złoty                  | srebrny             | brązowy         |
| ------ | ---------------------- | ------------------- | --------------- |
| 54 kg  | Lázaro Rivas           | David Ochoa         | Brandon Paulson |
| 58 kg  | Dennis Hall            | Roberto Monzón      | Jairo Alvarado  |
| 63 kg  | Juan Luis Marén        | Gleen Nieradka      | Julio Cuenú     |
| 69 kg  | Filiberto Ascuy        | Yorli Patiño        | Heath Sims      |
| 76 kg  | Matthew James Lindland | Nestor Almanza      | Jean Ramírez    |
| 85 kg  | Daniel Henderson       | Luis Enrique Méndez | Eddy Bartolozzi |
| 97 kg  | Ernesto Peña           | Antoine Jaoude      | Garrett Lowney  |
| 130 kg | Rulon Gardner          | Héctor Milián       | Rafael Barreno  |

### W stylu wolnym
| Waga   | złoty            | srebrny               | brązowy           |
| ------ | ---------------- | --------------------- | ----------------- |
| 54 kg  | Wilfredo García  | Lou Rosselli          | Mikheil Japaridze |
| 58 kg  | Yandro Quintana  | Eric Guerrero         | Guivi Sissaouri   |
| 63 kg  | Cary Kolat       | Carlos Ortíz          | Nasir Lall        |
| 69 kg  | Yosvany Sánchez  | David Cubas           | Ángelo Mota Brea  |
| 76 kg  | Yosmany Romero   | Stephen E. Marianetti | Manuel García     |
| 85 kg  | Matthew White    | Charles Burton        | Justin Abdou      |
| 97 kg  | Wilfredo Morales | Dominic Black         | Dean Schmeichel   |
| 130 kg | Kerry McCoy      | Gamalier Coats        | Alexis Rodríguez  |

### W stylu wolnym kobiet
| Waga  | złoty                    | srebrny            | brązowy            |
| ----- | ------------------------ | ------------------ | ------------------ |
| 46 kg | María Barraza            | Clarissa Chun      | Íngrid Medrano     |
| 51 kg | Marcia Andrades          | Magdalena Arellano | Jennifer S. Wong   |
| 56 kg | Malissa Sherwood Dayle   | Mabel Fonseca      | Yulianny Orellana  |
| 62 kg | Unise Hurtado            | Sara McMann        | Jacqueline Reynoso |
| 68 kg | Melanie Macari Montierth | Xiomara Guevara    | Daniela Leaños     |
| 75 kg | Iris Smith               | Ana Hernández      | Mayerly Ruíz       |